# Conflit FISA-FOCA
Le conflit FISA-FOCA est une période de l'histoire de la Formule 1 pendant laquelle la Fédération internationale du sport automobile (FISA), et la Formula One Constructors Association (FOCA) se disputèrent le pouvoir et l'argent de la F1, au point de perturber le championnat. Cette lutte, qui a culminé sur la période 1979-1982 ne s'est réellement terminée qu'en 1987, avec la deuxième version des « Accords Concorde ».

## Le contexte
Le championnat du monde de Formule 1 est régi sportivement depuis sa création par l'organe sportif de la FIA (Fédération internationale de l'automobile) : la CSI (Commission sportive internationale).
Au début des années 1970, le Britannique Bernie Ecclestone (qui a racheté l'écurie Brabham à l'issue de la saison 1971) entreprend de fédérer en association la plupart des écuries de Formule 1. Rapidement émerge ainsi la FOCA (Formula One Constructor Association). L'ambition de la FOCA est double :
- Économique. Les revenus générés par les courses ainsi que les dépenses des écuries ont considérablement augmenté, allant de pair avec l'intérêt du public pour ce sport. Organisme à but non lucratif, la CSI ne manifeste qu'un intérêt relatif à l'égard des questions commerciales et les sommes générées par les Grands Prix sont réinjectées dans d'autres organisations d'événements sportifs. Les écuries, considérant les sommes de plus en plus élevées qu'elles investissent, estiment quant à elles que non seulement il est possible de générer plus de revenus, mais qu'en plus, une part du gâteau leur est due. Au nom de la FOCA, Bernie entreprend alors de négocier directement avec certains organisateurs de Grands Prix, garantissant la présence des écuries qu'il représente contre le versement d'une somme forfaitaire de plus en plus élevée. La FOCA va même jusqu'à devenir directement l'organisatrice de certaines épreuves. La FOCA commence également à négocier avec les chaînes de télévision, nouvel acteur (pas encore majeur, mais sur le point de le devenir) du monde des Grands Prix.
- Sportif. L'organisation strictement sportive du championnat du monde est de la compétence exclusive de la CSI. Mais sur ce point également, la FOCA estime avoir son mot à dire, et refuse de se laisser dicter les modifications du règlement technique, sources de dépenses supplémentaires pour les écuries.

La montée en puissance de la FOCA semble irrésistible. Signe d'un rapport de force à son avantage, elle parvient même à faire reculer la CSI qui, courant 1978, avait envisagé ralentir les « wing-cars » en interdisant les « jupes », ces éléments aérodynamiques qui permettent d'obtenir une meilleure circulation du flux d'air sous les monoplaces, et donc une redoutable adhérence dans les courbes. Il s'agissait pourtant pour la CSI d'une question de sécurité primordiale, les circuits étant pour la plupart inaptes à accueillir sans risque des voitures dont les performances avaient tant augmenté.
À l'issue de la saison 1978, la CSI qui apparaît discréditée par sa faiblesse, nomme à sa tête un nouveau président, le Français Jean-Marie Balestre. Homme à poigne, il a été élu sur un programme dont le thème principal était la reprise en mains de la Formule 1 par la CSI. Autrement dit, Balestre entend restaurer le pouvoir de la CSI (qu'il ne tarde pas à faire renommer FISA, pour Fédération internationale du sport automobile), quitte à s'opposer frontalement à l'ambitieuse FOCA, ce qui ne manquera pas d'arriver.

## Jupes vs Turbos
Après avoir obtenu en 1978 que les « jupes » restent autorisées, la FOCA va encore plus loin dans son lobbying en exigeant fin 1979 que les moteurs turbo soient interdits, ou du moins que l'équivalence de cylindrée de 1 à 2 entre moteurs turbos (1 500 cm3) et moteurs atmosphériques (3 000 cm3) soit modifiée. En 1979, le moteur turbo mis au point par Renault décroche sa première victoire, et tout le monde réalise vite que les turbos ne vont pas tarder à dominer la discipline. Le souci est que la technologie du turbo est extrêmement pointue et coûteuse à mettre au point, un luxe que seuls les grands constructeurs généralistes comme Renault, FIAT (propriétaire de la Scuderia Ferrari) et bientôt Alfa Romeo peuvent se permettre. La FOCA pressent que ses membres (essentiellement les assembleurs britanniques, experts en conception de châssis, mais qui en matière de moteur, se contentent de greffer un V8 Cosworth bon marché) risquent de ne pas survivre à la révolution turbo.
Balestre et la FISA n'accèdent pas à la demande de la FOCA de bannir le turbo, et va donc dans le sens des écuries dites « légalistes » que sont Renault (alors unique motoriste turbo du plateau) mais également Ferrari et Alfa Romeo, sur le point de sortir à leur tour un moteur suralimenté. Bien au contraire, la FISA ressort son projet initial d'interdiction des jupes à compter de la saison 1981. La FISA va encore plus loin et tente même d'interdire par règlement tout accord entre un organisateur d'épreuve et un concurrent ou son organisme représentatif (donc la FOCA). La guerre est déclarée.

## Le Grand Prix d'Espagne 1980
Prise à la gorge par les mesures drastiques de la FISA, la FOCA tente de réagir en menant une sorte de guérilla contre Balestre afin de le discréditer. Premier point visé : les briefings organisés avant chaque épreuve par la direction de course, et auxquels les pilotes ont désormais l'obligation d'assister mais que les écuries FOCA demandent à leurs pilotes de boycotter. Jean Marie Balestre distribue des amendes aux pilotes absents, mais ceux-ci refusent de payer et récidivent lors de l'épreuve suivante. La FISA monte le ton d'un cran, et menace de suspendre les contrevenants. C'est lors du Grand Prix d'Espagne que la situation arrive à sa limite : les trois constructeurs légalistes refusent de prendre le départ si la quinzaine de pilotes absents aux briefings ne sont pas réellement suspendus. Aucun compromis n'étant trouvé, Renault, Alfa, Ferrari et la petite écurie Osella quittent le circuit, immédiatement suivis par les officiels de la FISA. La course a lieu, uniquement avec les écuries FOCA (la victoire reviendra au pilote australien Alan Jones, sur Williams) mais est par la suite retirée du championnat du monde.
Dans les semaines qui suivent, tout le monde accepte de mettre de l'eau dans son vin, et l'affaire des briefings boycottés et des amendes non réglées est oubliée. Le championnat 1980 peut donc se poursuivre sans nouvelle perturbation.

## Vers un championnat parallèle?
Mais les deux principaux points de discorde entre la FISA et la FOCA que sont l'interdiction des jupes pour la saison 1981 et la manière dont la FOCA court-circuite la FISA en négociant directement avec les organisateurs et les chaînes de télévision, restent toujours d'actualité. Devant l'impossibilité de trouver un compromis, la FOCA brandit la menace d'un championnat de Formule 1 parallèle en 1981 et crée même à cet effet sa propre fédération, la World Federation of Motor Sport, qui voit le jour fin 1980.
En février 1981, la FOCA semble mettre ses menaces à exécution et organise un Grand Prix à Kyalami en Afrique du Sud. Plus que comme le véritable coup d'envoi du nouveau championnat WFMS, ce Grand Prix est à interpréter comme une démonstration de force de la FOCA vis-à-vis de la FISA. Mais l'effet escompté est loin d'être atteint : certes, le plateau est de qualité (en l'absence des écuries légalistes qui n'ont pas fait le voyage, 19 voitures sont au départ, la victoire revenant à Carlos Reutemann, sur Williams) mais les médias ont boudé l'épreuve, signe que contrairement à ce qu'elle imaginait, la FOCA peut difficilement se passer du label officiel FISA.

## Les «Accords Concorde»
Affaiblie par cet échec, la FOCA est contrainte de revenir s'asseoir à la table des négociations, qui aboutissent fin mars à la première mouture des « Accords Concorde » (du nom de la Place de la Concorde à Paris, où la FIA/FISA a son siège). Pour faire simple, ces accords entérinent le partage des pouvoirs entre la FISA (qui conserve toute autorité en matière sportive et réglementaire) et la FOCA avec laquelle la FISA accepte de partager les profits réalisés, en lui laissant l'exploitation commerciale des courses. Chaque écurie recevra une part des profits, proportionnellement à ses résultats au championnat. Bernie Ecclestone devient à ce moment le patron officieux de la F1.
La saison 1981 peut débuter, et comme le souhaitait si ardemment la FISA, la sécurité est améliorée avec l'obligation faite aux écuries de renoncer aux jupes coulissantes (qui doivent désormais être fixes) et d'aligner des voitures avec une garde au sol minimale de six centimètres afin de réduire à néant l'effet de sol. Mais les ingénieurs (et en premier lieu ceux de Brabham, l'écurie de Bernie Ecclestone) se chargent rapidement de contourner l'esprit de la réglementation en concevant des correcteurs d'assiette permettant aux voitures de respecter la garde au sol réglementaire lors des contrôles techniques (effectués à l'arrêt) mais de s'affaisser et de retrouver l'effet de sol en roulant. Dans un contexte d'apaisement des relations avec Ecclestone et la FOCA, la FISA acceptera de fermer les yeux sur cette « interprétation » de la loi, après avoir pourtant mis son veto à l'étonnante Lotus 88 à double châssis présentée par Colin Chapman lors du Grand Prix inaugural à Long Beach et dont la philosophie était identique.
La nouvelle entente FISA/FOCA se manifeste également dans la volonté commune de créer une superlicence, sésame indispensable pour participer au championnat du monde, et dont l'objet est de restreindre la liberté contractuelle des pilotes. Discrètement révélé lors de l'hiver 1981-1982, ce projet aboutit à la fameuse grève des pilotes lors du Grand Prix d'Afrique du Sud 1982. Malgré les pressions conjointes de la FISA et de la FOCA pour mettre au pas les rebelles, ces derniers finissent par obtenir gain de cause.

## Ultimes provocations
En 1982, l'un des éléments cruciaux du conflit FISA/FOCA, à savoir l'incapacité des artisans britanniques à lutter contre les grands constructeurs capables de développer des moteurs turbos, reste plus vivace que jamais.
Lorsque la FOCA avait commencé à soulever ce problème en 1979, les Renault turbo commençaient à peine à obtenir des résultats, et les artisans pouvaient encore s'appuyer sur un règlement permissif en matière de jupe. Trois ans plus tard, les choses ont changé : Ferrari et Renault maîtrisent parfaitement la technologie turbo, et les jupes mobiles ont été interdites. Même si la FISA a accepté de fermer les yeux sur les correcteurs de garde au sol, il est indéniable que le rapport de force est de plus en plus défavorable aux Britanniques. Ces derniers vont à nouveau jouer sur la lettre du règlement et faire courir des monoplaces largement en dessous du poids limite, profitant de l'alinéa du règlement qui prévoit que les équipes ont le droit de refaire les pleins de fluides ou consommables avant de passer à la pesée d'après-course. Les équipes ont alors recours à des réservoirs d'eau supplémentaires qui ne trompent personne, et uniquement destinés à « faire le poids » à l'arrivée. À l'issue du Grand Prix du Brésil, la FIA décide de sévir et disqualifie le vainqueur (Nelson Piquet, Brabham) et son second (Keke Rosberg, Williams) après que Renault et Ferrari ont porté réclamation.
Les disqualifications de Piquet et Rosberg ayant été confirmées en appel, les écuries FOCA décident, par mesure de rétorsion, de boycotter le Grand Prix de Saint-Marin. Sur la grille de départ à Imola, seules figurent les trois écuries « légalistes » traditionnelles (Renault, Ferrari et Alfa Romeo) ainsi que Osella (équipe politiquement alignée sur Ferrari), Toleman (équipée d'un moteur Hart turbo), ATS (équipe désolidarisée de la FOCA) et Tyrrell, soit un total de 14 monoplaces. Il convient de revenir sur le cas Tyrrell, l'une des équipes les plus vigoureuses du clan FOCA : Ken Tyrrell avait reçu l'autorisation de la FOCA de ne pas suivre le boycott en raison de sa signature avec un sponsor italien. Il était également convenu que Tyrrell porterait réclamation à la fin de la course contre les possesseurs de moteur turbo. Basée sur un argument technique tiré par les cheveux, la réclamation sera rejetée.
Cet ultime coup de force de la FOCA à l'encontre de la FISA restera le dernier. Ecclestone lui-même ayant signé en tant que directeur de Brabham un accord avec le constructeur allemand BMW pour la fourniture de moteur turbo, la fronde anti-turbo qu'il dirige ne tarde pas à devenir sans objet. Rapidement, les autres membres de la FOCA lui emboîtent le pas (McLaren Racing avec Porsche, Team Lotus avec Renault, Williams avec Honda), rendant obsolète le clivage entre artisans et grands constructeurs.

## Les «Accords Concorde» 2
Les premiers « Accords Concorde » n'ont été prévu que sur un quinquennat, et en 1987 recommencent des négociations. À cette occasion, la FOCA refuse de continuer cinq ans avec le même système, car des problèmes de promotion des courses leur ont parfois coûté cher. Il est décidé que Bernie Ecclestone crée sa propre société indépendante, nommée « Formula One Promotions and Administration » (FOPA, future FOA), à qui sera déléguée, par la FOCA, la vente des droits promotionnels de la Formule 1. La même année, Ecclestone renonce à son écurie, et est nommé vice-président de la FIA, la fédération automobile qui contrôle la FISA.

## Inspiration
Le quarantième tome de la bande-dessinée Michel Vaillant, intitulé Rififi en F1, paru en 1982 et réalisé durant le conflit, imagine la mise en place de deux championnats distincts : les écuries françaises et italiennes suivent la FISA, tandis que les anglaises suivent la FOCA. Restant neutre, l'écurie Vaillant ne participe à aucun des championnats, laissant ses deux pilotes Michel Vaillant et Steve Warson rejoindre deux autres écuries, Renault F1 Team et le championnat FISA pour Michel, et Team Lotus et le championnat FOCA pour Steve.